# Мортон, Пол
Пол Мортон (англ. Paul Morton; 22 мая 1857, Детройт, штат Мичиган, США — 19 февраля 1911, Нью-Йорк, США) — американский бизнесмен и государственный деятель, министр военно-морских сил США в кабинете президента Теодора Рузвельта (1904—1905).

## Биография
Свое детство провел вырос в городе Небраска-Сити, куда семья переехала из Детройта. Его отец Стерлинг Мортон занимал пост губернатора штата Небраска, а затем — министра сельского хозяйства в администрации президента Гровера Кливленда (1893—1897). Хотя его отец был «бурбонским» (то есть консервативным) демократом, он сам впоследствии стал прогрессивным республиканцем.
В 18 лет он перебрался в Чикаго, где работал машинистом в железнодорожной компании Chicago, Burlington and Quincy Railroad. Постепенно он вырос до президента другой железнодорожной компании Atchison, Topeka and Santa Fe Railway.
Как политический деятельно он изначально недолгое время был членом Национально-демократической партии, отколовшейся от консервативного крыла Демократической партии, также известной как «Золотые демократы». В конце XIX века он присоединился к республиканцам.
С 1904 по 1905 год занимал пост министра военно-морского флота США. Однако в феврале 1905 г. наднациональная торговая комиссия уполномочила министерство юстиции в феврале 1905 года расследовать его незаконную деятельность в период руководства железнодорожной кампанией Colorado Fuel & Iron Company. В результате он был вынужден покинуть кабинет, чтобы избежать скандала, хотя президент Теодор Рузвельт утверждал, что сам министр не знал о нарушениях.
Покинув государственную службу, был назначен президентом крупной страховой компании «Общество справедливого страхования жизни» (The Equitable Life Assurance Society).
Его младший брат Джой Мортон был основателем Morton Salt — американской пищевой компании, производящей соль для производства продуктов питания, его двоюродный Леви П. Мортон был вице-президентом США в администрации Бенджамина Гаррисона (1889—1893).